# Шодрон-Руссо, Гийом
Гийо́м Шодро́н-Руссо́ (фр. Guillaume Chaudron-Rousseau;  12 февраля 1752 года, Бурбонн — 6 мая 1816 года, там же) — французский политический деятель революционного периода.

## Биография
До революции занимался сельским хозяйством, служил по судебному ведомству, затем был избран в законодательное собрание (1791) от департамента Верхняя Марна.
В 1792 г. был избран в конвент и голосовал за казнь Людовика XVI, против обращения к народу и отсрочки казни. После падения жирондистов был одним из комиссаров, посланных конвентом в департаменты, где заявил себя ярым революционером. По возвращении в Париж стал секретарём конвента и добился того, чтобы члены народной комиссии в Бордо были преданы революционному суду.
Спустя несколько месяцев после 9 термидора восстал против возвращения жирондистов в конвент, ссылаясь на то, что ему удалось перехватить в Бордо письма, из которых явствовало, что эти депутаты стремились восстановить монархию в лице сына Людовика XVI. Арестованный в 1795 г. по обвинению в превышении власти во время исполнения обязанностей комиссара, был оправдан.
Впоследствии занимал различные административные должности во время директории и при Наполеоне, но в 1816 году был изгнан на основании закона о «цареубийцах».